# Guirkàixor
Guirkàixor (en rus: Гыркашор) és un poble (un possiólok) de la República de Komi, a Rússia, segons el cens del 2010 tenia 70 habitants.